# Czarny Szczyt

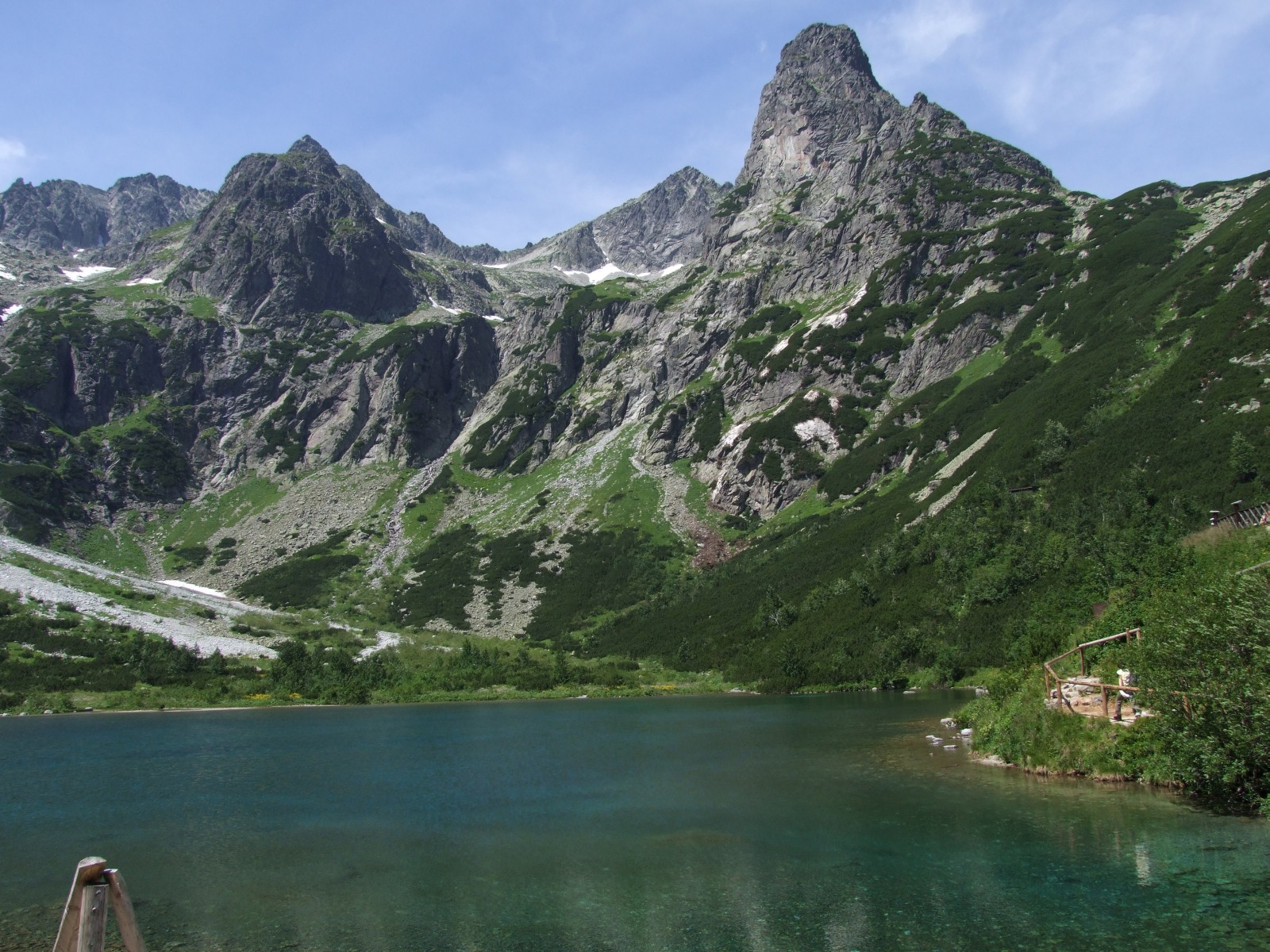
Czarny Szczyt ponad Zielonym Stawem Kieżmarskim (drugi wybitniejszy szczyt od lewej)

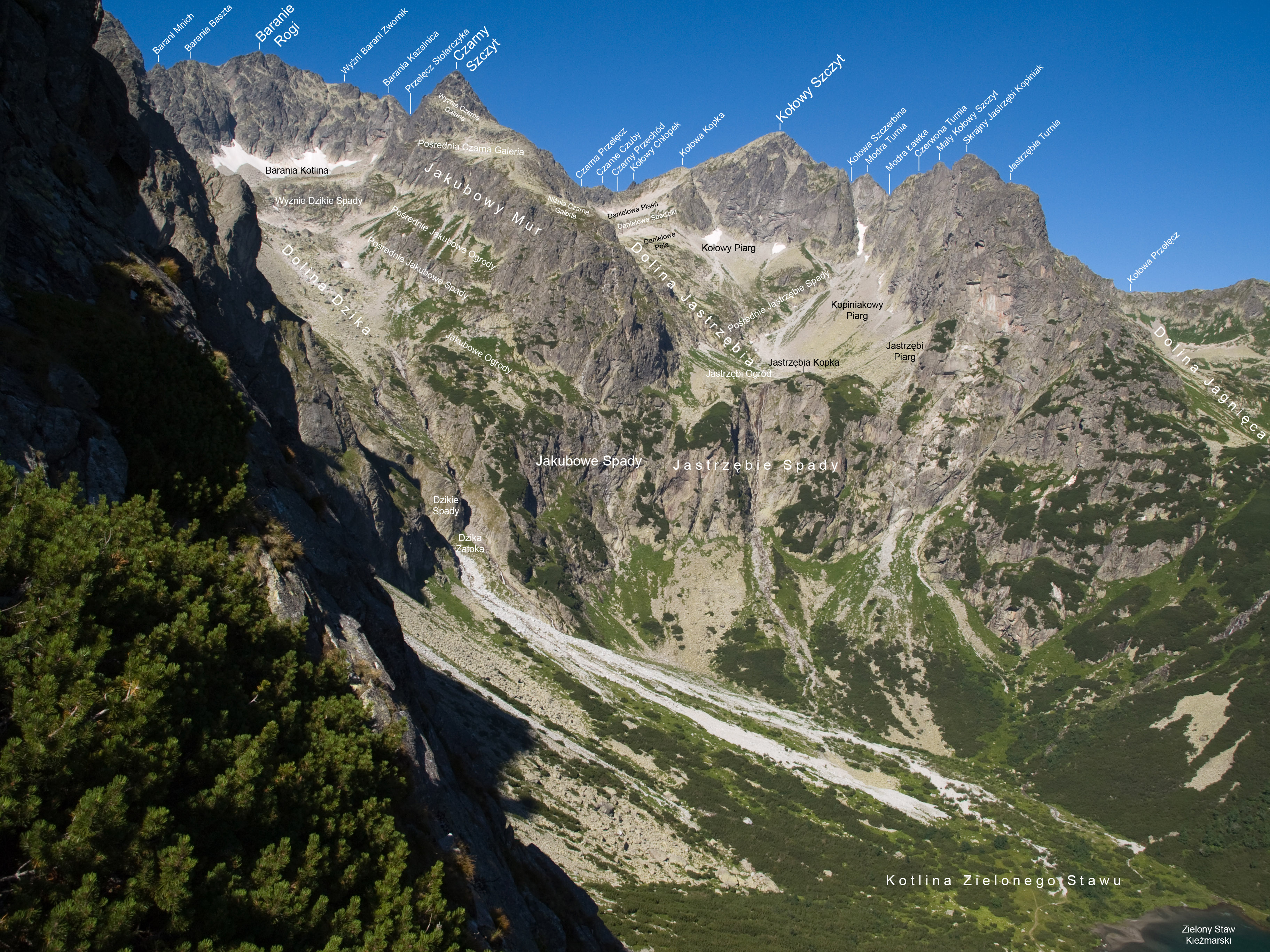
Czarny Szczyt między Doliną Dziką i Doliną Jastrzębią

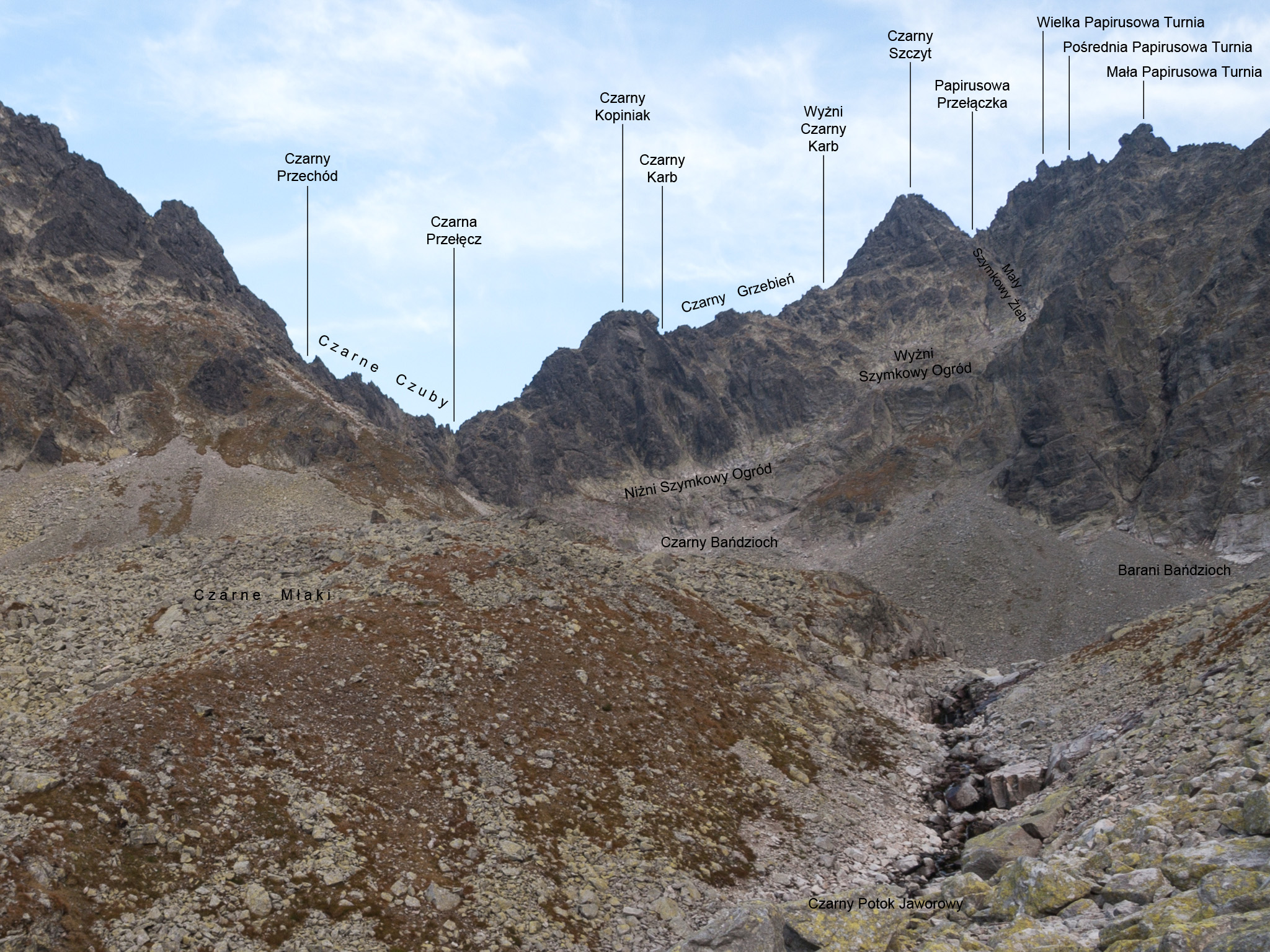
Czarny Szczyt i Papirusowe Turnie ponad górnym piętrem Doliny Czarnej Jaworowej

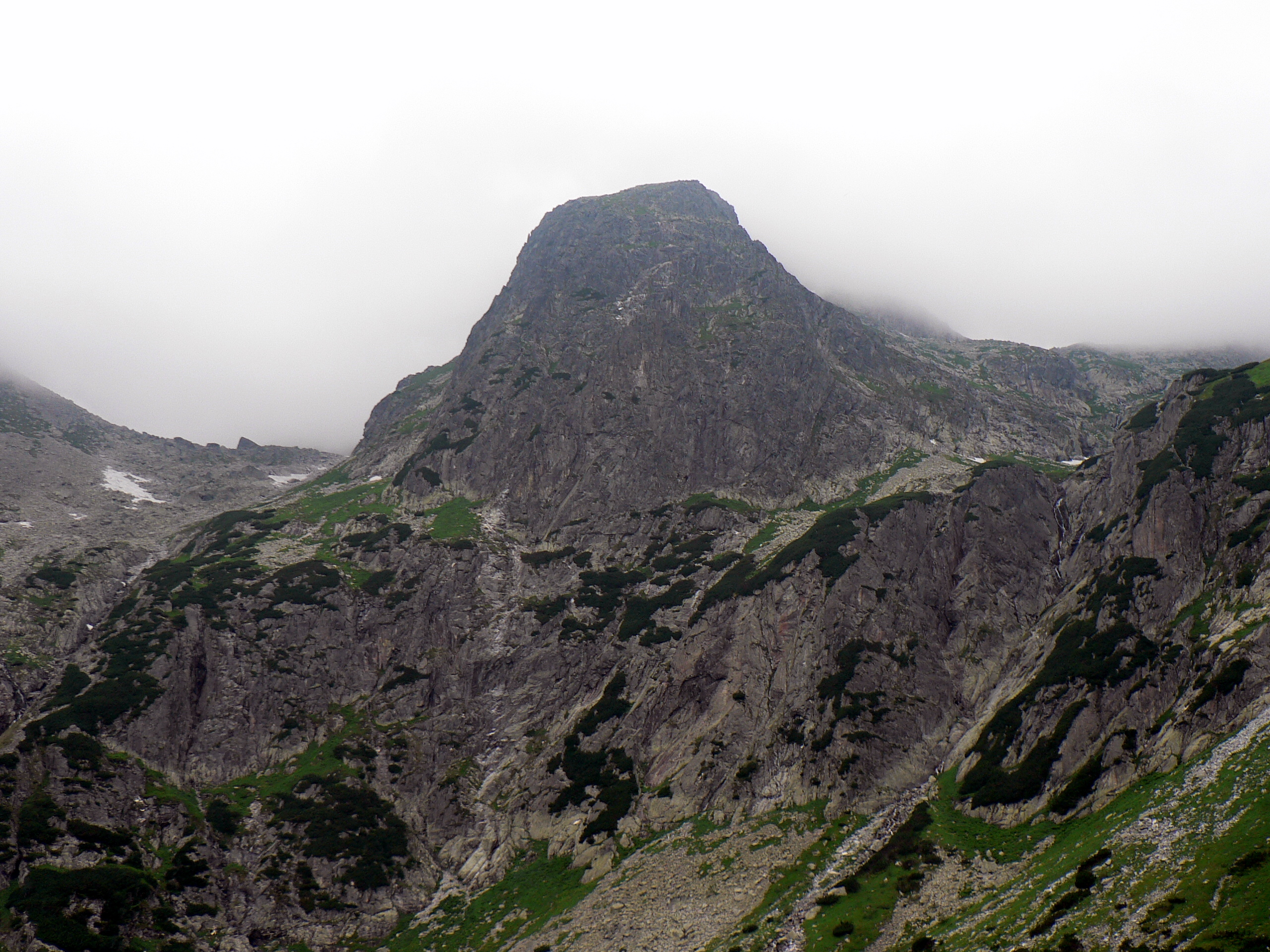
Ściana czołowa Czarnego Grzbietu znad Zielonego Stawu Kieżmarskiego

Czarny Szczyt (słow. Čierny štít, niem. Papirustalspitze, Papirusspitze, węg. Papirusz-csúcs) – wybitny szczyt o wysokości 2429, 2434 lub 2436 m n.p.m. położony w głównej grani Tatr w słowackich Tatrach Wysokich, na odcinku pomiędzy Wyżnim Baranim Zwornikiem w masywie Baranich Rogów (Baranie rohy) na południowym zachodzie a Kołowym Szczytem (Kolový štít) na północy.

## Topografia
Czarny Szczyt góruje:
- na zachodzie: nad Doliną Czarną Jaworową (Čierna Javorová dolina) – odgałęzieniem Doliny Jaworowej; najwyżej pod szczytem znajduje się Czarny Bańdzioch,
- na południowym wschodzie: nad Doliną Dziką (Veľká Zmrzlá dolina) – odgałęzieniem Doliny Zielonej Kieżmarskiej; bezpośrednio na południe od Czarnego Szczytu rozlega się Barania Kotlina,
- na północnym wschodzie: nad Doliną Jastrzębią (Malá Zmrzlá dolina) – odgałęzieniem Doliny Zielonej Kieżmarskiej[3].

Od masywu Baranich Rogów Czarny Szczyt oddzielony jest wybitną Przełęczą Stolarczyka oraz trzema Papirusowymi Turniami. W kolejności od Przełęczy Stolarczyka w grani, oddzielającej Baranią Kotlinę od Czarnego Bańdziocha, znajdują się kolejno:
- Mała Papirusowa Turnia (Malá čierna veža),
- Mała Papirusowa Przełączka (Vyšné Čierne sedlo),
- Pośrednia Papirusowa Turnia (Prostredná čierna veža),
- Pośrednia Papirusowa Przełączka (Vyšná Papirusova štrbina),
- Wielka Papirusowa Turnia (Veľká čierna veža),
- Papirusowa Przełączka (Papirusova štrbina)[6].

Od Kołowego Szczytu na północy Czarny Szczyt jest oddzielony Czarną Przełęczą. W grani łączącej te dwa masywy, pod którą podchodzą Dolina Czarna Jaworowa i Dolina Jastrzębia, można wyróżnić następujące obiekty (od Czarnego Szczytu):
- Wyżni Czarny Karb (Vyšný Čierny zárez),
- Czarny Grzebień (Čierny hrebeň),
- Czarny Karb (Čierny zárez),
- Czarny Kopiniak (Čierna kopa, Čierny kopiniak),
- Czarna Przełęcz (Nižné Čierne sedlo),
- Czarne Czuby (Čierne zuby),
- Czarny Przechód (Čierne sedlo)[6][8][4].

Na wschód od grani głównej w Czarnym Szczycie odchodzi Czarny Grzbiet stanowiący granicę między Doliną Jastrzębią i Doliną Dziką, w którego górnej części z kolei znajdują się od wierzchołka:
- Wyżnia Czarna Szczerbina (Vyšná Čierna štrbina),
- Czarna Kopa (Čierna kopa),
- Czarna Szczerbina (Čierna štrbina),
- Czarna Turniczka (Čierna vežička)[8][4].

Poniżej Czarnej Turniczki grań zmienia swój charakter i tworzy południową krawędź Czarnego Grzbietu. W tej części grzbietu wyróżnia się trzy piarżyste płaśnie nazywane Czarnymi Galeriami. Od góry są to kolejno Wyżnia Czarna Galeria, Pośrednia Czarna Galeria i Niżnia Czarna Galeria. W obrębie tej pierwszej w północnej krawędzi grzbietu wyrasta Czarna Baszta z wysoką północną ścianą opadającą do Doliny Jastrzębiej. Tuż na zachód od niej znajduje się Przełączka za Czarną Basztą.
Na obie strony – zarówno na północ, jak i na południe – Czarne Galerie obrywają się potężnymi skalnymi urwiskami z licznymi żlebami i kominami. Południowe ograniczenie Czarnych Galerii przekształca się wyżej w główną grań Czarnego Grzbietu, natomiast północne zakończone jest Czarną Basztą i Przełączką za Czarną Basztą. Urwiska po stronie Doliny Dzikiej to Jakubowy Mur, po stronie Doliny Jastrzębiej znajduje się natomiast Danielowy Mur.

### Ściany Czarnego Szczytu
Do Doliny Czarnej Jaworowej opadają z Czarnego Szczytu urwiska o wysokości do 200 m. Od prawej do lewej (patrząc z dołu) są to kolejno północno-zachodnie ściany Papirusowych Turni, Mały Szymkowy Żleb, zachodnia ściana kopuły szczytowej Czarnego Szczytu i zachodnia ściana Czarnego Kopiniaka. W samej zachodniej ścianie Czarnego Szczytu wyróżnia się dwa piarżyste tarasy – Wyżni Szymkowy Ogród w jej prawej części oraz Niżni Szymkowy Ogród na lewo i poniżej niego.
Na północny wschód od wierzchołka ściany opadają do Doliny Jastrzębiej. Kolejno od prawej do lewej wyróżnia się północno-wschodnie ściany Czarnego Kopiniaka i Czarnego Grzebienia oraz północną ścianę kopułę szczytowej Czarnego Szczytu. Ta ostatnia jest ograniczona po prawej rynną spadającą z Wyżniego Czarnego Karbu, a po lewej żlebem zbiegającym z Przełączki za Czarną Basztą. Ściana ta opada przede wszystkim do Danielowego Cmentarzyska, a w swojej lewej części do Danielowego Ogrodu. Najbardziej strome są jej dolne partie.
Na wschód do Doliny Zielonego Stawu zbiega z Czarnego Szczytu Czarny Grzbiet, kończący się urwistą ścianą czołową, przekształcającą się u dołu w Jakubowe Spady. W ścianach spadających do Doliny Dzikiej od prawej do lewej znajdują się Jakubowy Mur, południowa ściana Czarnej Turniczki, Komin Motyki opadający spod Czarnej Szczerbiny, południowo-wschodnia i południowa ściana Czarnego Szczytu, Papirusowy Komin pnący się pod Papirusową Przełączkę i w końcu południowe ściany Papirusowych Turni. Ostatnie z tych partii zbiegają do Papirusowej Drabiny, pod którą rozlegają się Papirusowe Spady.
Najwybitniejsze formacje skalne znajdują się w południowo-wschodniej i południowej ścianie Czarnego Szczytu, opadających w kierunku Baraniej Kotliny. Ściana południowa rozciąga się pomiędzy Kominem Motyki po prawej a płytowym Filarem Puškáša po lewej stronie. W dolnych partiach ściany można wyróżnić cztery filary poprzedzielanych depresjami. Na prawo od Filara Puškáša zaczyna się już ściana południowa. Znajdują się w niej trzy depresje i kolejny filar. Prawa depresja nazywana jest Depresją Stanisławskiego. Obie ściany opadające do Doliny Dzikiej mają ok. 230 m wysokości.

## Turystyka i taternictwo
Na Czarny Szczyt nie prowadzą żadne szlaki turystyczne. Dla taterników szczyt jest osiągalny wieloma drogami o różnych stopniach trudności. W masywie występują zazwyczaj lite skały. Najwięcej dróg poprowadzono w południowo-wschodniej i południowej ścianie od strony Doliny Dzikiej.
Z wierzchołka Czarnego Szczytu rozciąga się ciekawy widok, który jest jednak częściowo ograniczony w niektórych kierunkach.
Najdogodniejsze drogi taternickie prowadzą na szczyt:
- z Przełęczy Stolarczyka, z obejściem Papirusowych Turni,
- z Czarnego Bańdziocha przez Papirusową Przełączkę,
- z Czarnego Przechodu, z obejściem grani po stronie Doliny Czarnej Jaworowej,
- z Doliny Jastrzębiej od północnego wschodu przez dolną część Danielowego Muru,
- z Doliny Dzikiej od wschodu przez Jakubową Ławkę[4].

## Historia i nazewnictwo
Masyw Czarnego Szczytu był odwiedzany przez myśliwych i poszukiwaczy złota już w XVIII wieku, a może także wcześniej. Nie ma dokładnych danych na temat pierwszych wejść na wierzchołek. Przed pierwszymi turystami mogli na nim być także kartografowie w drugiej połowie XIX wieku. Około 1850 r. zginął tutaj strzelec Szymcio z Jaworzyny, który miał zostać strącony w przepaść przez kozicę. W 1903 r. Janusz Chmielowski wspominał o szlachetnej, pełnej godności postawie Czarnego Szczytu.
Nazwa masywu pojawiała się wśród polskich przewodników tatrzańskich co najmniej od 1895 r. i pochodzi od sąsiedniej Doliny Czarnej Jaworowej. Autorzy Bedekera tatrzańskiego uważają jednak, że wpływ na nazwę miała barwa skał. Nazwy używali m.in. Jędrzej Wala i Szymon Tatar, a w piśmie pojawiała się od ok. 1900 r. Niemiecka i węgierska nazwa szczytu, podobnie jak polska nazwa sąsiednich Papirusowych Turni, upamiętniają Johanna Andreasa Papirusa, poszukiwacza skarbów, który zginął tu w 1771 r. Z kolei nazwy Jakubowy Mur i Danielowy Mur oraz podobne odnoszą się do Jakoba Fabriego i jego synów Jakoba juniora i Daniela, którzy poznawali te rejony jako poszukiwacze złota i przewodnicy.
Obiekty w ścianach Czarnego Szczytu zostały nazwane na cześć wspinaczy Arno Puškáša, Stanisława Motyki i Wiesława Stanisławskiego.
Pierwsze wejścia turystyczne:
- Karol Englisch, Antonina Englisch i Johann Hunsdorfer (senior), 24 lipca 1898 r. – letnie,
- Tibold Kregczy i Lajos Rokfalusy, 28 grudnia 1911 r. – zimowe[4].

Nazwa masywu mimo niegroźnego pochodzenia doczekała się katastroficznej, symbolicznej interpretacji. Pod tytułem Czarny Szczyt Jacek Kolbuszewski wydał w 1976 r. antologię prozy taternickiej Młodej Polski i dwudziestolecia międzywojennego, nawiązując do wizji funkcjonujących wśród dawnych wspinaczy.
30 lipca 1936 r. podczas zejścia z Czarnego Szczytu do Doliny Czarnej Jaworowej zginął konstruktor silników lotniczych inż. Stanisław Nowkuński.
19 lipca 2024 r. na Czarnym Szczycie zginął w wieku niespełna 66 lat Karol Krokowski, przewodnik beskidzki i tatrzański klasy III, instruktor przewodnictwa PTTK, członek Koła Przewodników Turystycznych Oddziału PTTK „Beskid” w Nowym Sączu